# يوم في الحرم (فلم)
يوم في الحرم فيلم وثائقي سعودي عن المسجد الحرام، من إخراج أبرار حسين سنة 2017. تم إنتاج الفيلم بالتعاون بين (Arabia Pictures) و(Al Reasah Haramin).
وللمرة الأولى في التاريخ، تُشاهد الأعمال الداخلية للحرم، كما يُرى من خلال عيون العمال، وذلك على مدار يوم كامل. أمضى المخرج أبرار حسين أكثر من عام في البحث عن جوانب مختلفة من الحرم، لجلب الرؤية الأكثر اكتمالا وجاذبية للحرم.
الفيلم من منظور العمال، يتناول بقائهم على مدار 24 ساعة، ونظامهم خلال الصلوات الخمس من الفجر إلى العشاء.

## خلفية
في حوار مع صحيفة «تواصل»، قال المنتج التنفيذي عبد الله الأحمري إن العمل جاء «بمبادرة خادم الحرمين الشريفين، وتحديدا الدكتور عبد الرحمن السديس، الذي يهدف إلى رفع مستوى الوعي الحرم الحديث، ونشر الصورة الحقيقية للمسلمين، وثقافتهم، والتعريف بأقدس مكان على الأرض.» ويواصل الأحمري، «الهدف من هذا العمل أيضا هو إظهار الإخلاص والإيمان، بالإضافة إلى غرس السلام في قلوب مشاهدي الفيلم.»
قام بكتابة الفيلم وإخراجه أبرار حسين، وهو منتج أفلام بريطاني. كان حسين سابقًا منتجًا في «قناة الإسلام».

## ملخص الفيلم
استعرض الفيلم الخدمات اليومية المقدمة في المسجد الحرام من سقيا ماء زمزم، وأعمال النظافة والصيانة والمتابعة وجميع الأعمال المقدمة، ومشاهد لمصلين ومعتمرين وحجاج وهم يؤدون الصلاة في بيت الله الحرام، بالإضافة إلى لقاءات مع المعتمرين والمصلين في الحرم القادمين من مختلف الدول.

## وصلات خارجية
- مقالات تستعمل روابط فنية بلا صلة مع ويكي بيانات
- فيلم «يوم في الحرم» على موقع شاشتكم